# مستشفى الزرقاء الحكومي الجديد
مستشفى الزرقاء الحكومي الجديد يعتبر من أكبر المستشفيات في الأردن  يقع المشفى في الجهة الشرقية من المدينة، على بُعد 7 كيلومتر من مركزها، ويشغل مساحة 54000 متر مربع أي ما يعادل (112 دونم)
ويصنف حديثاً من أفضل مستشفيات المدينة.

## محتويات المشفى
يشمل المبنى الرئيسي على قاعدة كبيرة تتألف من 3 طوابق وسكن للممرضات يتألف من 3 طوابق ومهبط طائرة عمودية وموقف سيارات بسعة 550 سيارة كما يوجد محرقة نفايات طبية تتسع لـ 1500 كيلو غرام يومياً وقسم تغذية ومصبغة) 

## الأقسام والوحدات الطبية
الأقسام الرئيسية
- قسم الباطنية
- قسم جراحة عظام
- قسم أنف أذن وحنجرة
- قسم أسنان
- قسم نسائية وتوليد
- قسم خداج
- قسم الجهاز الهضمي
- قسم الأعصاب
- قسم العيون
- قسم مسالك بولية
- قسم جراحة عامة
- قسم أطفال
- قسم طب شرعي
- قسم طب نفسي
- قسم كلى
- قسم وعيادة القلب

الوحدات الطبية
- وحدة غسيل كُلى : بسعة 20 سرير بالأضافة إلى سريران معزولان
- وحدة تنظير الجهاز الهضمي
- وحدة تفتيت الحصى
- وحدة قسم الأشعة
- وحدة العمليات : بسعة 13 سرير موزعين على: 2 في غرفة عمليات الولادة، 2 في وحدة العمليات اليومية، و8 في العمليات الرئيسية و 1 في الأسعاف والطوارئ
- مختبر مركزي : بنك دم
- وحدة تلاسيميا : بقدرة إستيعابية 217 حالة
- عيادات إختصاص :بها كافة التخصصات ماعدا(جراحة الأطفال - جراحة أوعية دموية -الصدر)
- قسم تعقيم مركزي [3]
- وحدة علاج طبيعي
- الصيدلية : واحدة للرجال وأخرى للنساء [4]